# Pascual Di Paola
Pascual F. Di Paola fue un futbolista argentino, se desarrolló en la posición de defensa, nació en el barrio Villa Urquiza, en la ciudad de Buenos Aires el 15 de abril de 1903 y falleció el 14 de diciembre de 1974. Fue el futbolista que más partidos disputó en Argentinos Juniors en su época amateur con un total de 158 partidos.

## Carrera
Debutó futbolísticamente  en 1923 en el club Argentinos Juniors, llegó a los 200 partidos en el club de la paternal el primero de mayo de 1932 ante Boca Juniors partido que terminó en empate 2-2.
Llegó a jugar un solo partido en All Boys en 1932, lugo tuvo un breve pasó en el Club Huracán donde estuvo entre los años 1933 y 1934, donde jugó un total de 30 partidos y logró ganar la copa consuelo Becar Varela de 1933.
En el año 1935 volvió al club de la Paternal donde se retiró 1938 con 35 años, jugando un total de 273 partidos.

### Selección nacional
Llegó a disputar 2 partidos para la selección Argentina, mientras se encontraba como futbolista del club Huracán.

## Clubes
| Club               | País      | Año       |
| ------------------ | --------- | --------- |
| Argentinos Juniors | Argentina | 1923-1932 |
| All Boys           | Argentina | 1932      |
| Huracán            | Argentina | 1933-1934 |
| Argentinos Juniors | Argentina | 1935-1938 |